# Tomaspis quota
Tomaspis quota är en insektsart som först beskrevs av William Lucas Distant 1900.  Tomaspis quota ingår i släktet Tomaspis och familjen spottstritar. Inga underarter finns listade i Catalogue of Life.